# 51式火箭筒
51式90毫米火箭筒是中华人民共和国重工业部兵工局于1950年末研制的一款单兵反坦克火箭筒，它是美製M20超級巴祖卡火箭筒的仿制品，于1951年5月投产列装并装备中國人民解放軍。

## 历史

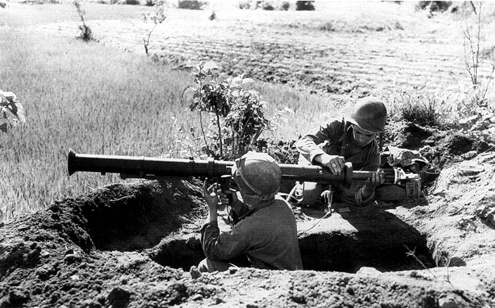
圖為韓戰時用M20超級巴祖卡火箭筒伏擊北韓軍坦克的美軍士兵，51式火箭筒的外表和M20超級巴祖卡火箭筒相似

1950年入朝之初，中国人民志愿军反坦克兵器匮乏，大多数部队只能以集束手榴弹和炸药包等步兵反坦克器材对付坦克。
1950年末在云山战斗中，志愿军第39军击败了美国陆军第一骑兵师，从美国陆军手中获得了美制M20式反坦克火箭筒，并送回国内进行仿制，1951年研制成功，配備135型90毫米反坦克火箭破甲弹，弹重5.5公斤，采用涡轮式火箭发动机，初速达100米/秒，有效射程250米，破甲力达100毫米厚度钢板。当年又研制成功了241型90毫米尾翼式反坦克火箭弹，弹重4公斤，采用单孔喷火发动机，有效射程150米,，破甲力达152毫米厚度钢板。两种破甲弹各有所长，都配用90毫米火箭筒。当年生产4800多具，送往朝鲜战场，成为志愿军手中的反坦克利器。
51式火箭筒的外表和M20火箭筒相似但其口徑由M20的88.9毫米四捨五入為90毫米以方便計算和生產，其點火發射也由M20的電磁感應電流變為電路擊發（使用電池供電），在51式火箭筒來到朝鲜戰場之前，中國人民志願軍每個營祇裝備3俱繳獲自中華民國國軍或美軍的巴祖卡火箭筒或M20超級巴祖卡火箭筒。
需要指出的是51式火箭筒不單祇是M20火箭筒的仿製品，51式也加入了日本在二戰末期研製的試製四式七糎噴進砲的技術，其所使用的135彈幾乎是日本四式反坦克彈的仿製品，當時日本人也把四式反坦克火箭筒及其彈葯的技術圖紙帶往奉天兵工廠，奉天兵工廠就是1949年後的瀋陽52兵工廠也就是51式火箭筒的研發單位。

## 外部連結
- 小猫的原创——旧日本陆海军的火箭武器（页面存档备份，存于）